# Kirche zu Satemin

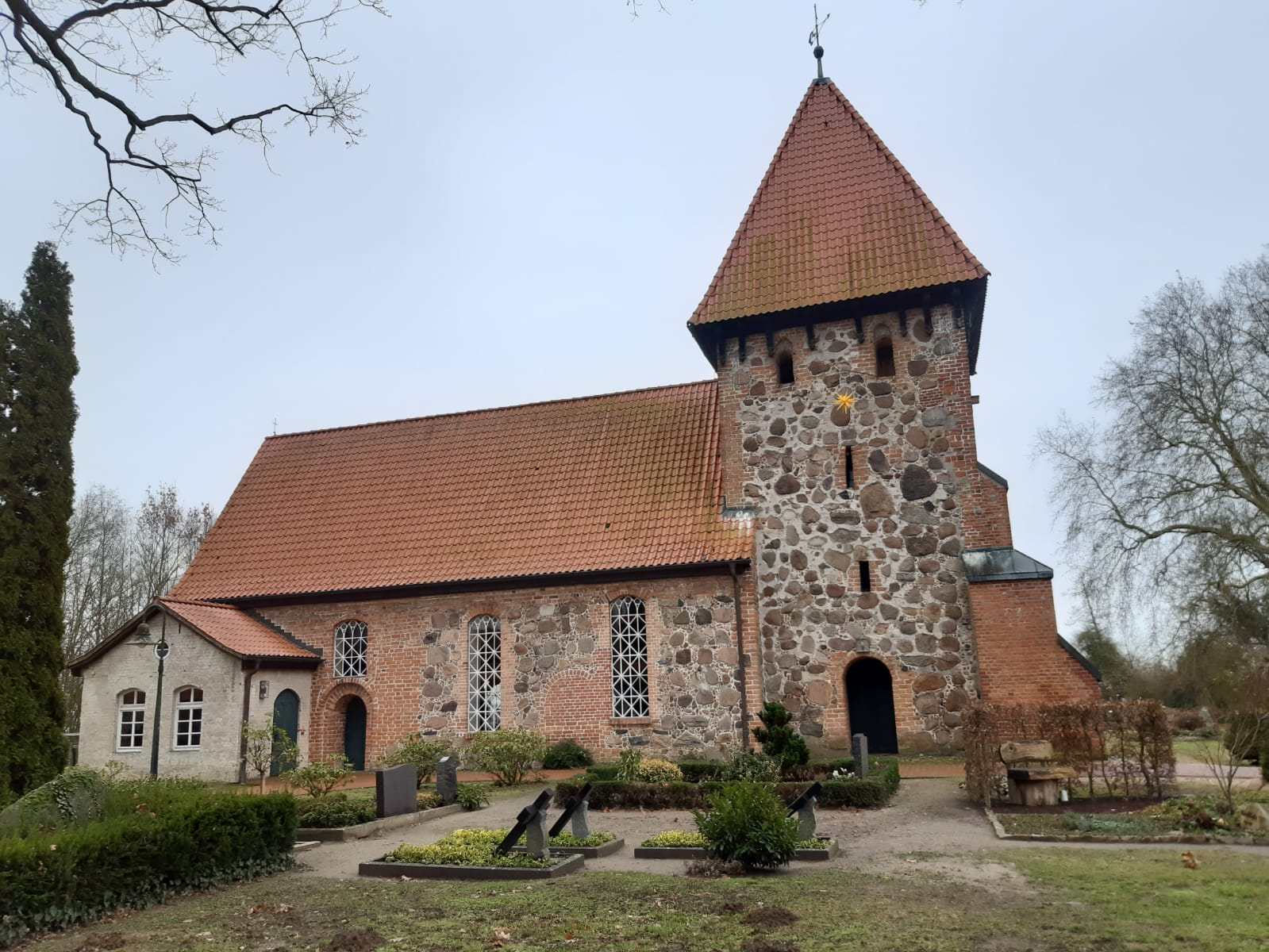
Kirche zu Satemin

Die Kirche zu Satemin ist eine Kirche im Dorf Satemin, einem Ortsteil der Stadt Lüchow im niedersächsischen Landkreis Lüchow-Dannenberg. Sie wurde im 14. Jahrhundert aus Feldsteinen errichtet, die trotz einer späteren Erweiterung aus Backsteinen das Erscheinungsbild der Kirche bestimmen.

## Lage
Die Kirche liegt südlich vom Dorfzentrum. Früher war Satemin ein Rundlingsdorf im Wendland, das 1850 fast komplett abbrannte und in anderer Struktur wieder aufgebaut wurde.

## Geschichte
Erstmals wurde 1313 ein Pfarrer in Satemin erwähnt, und zwar dominus Gevehardus plebanus in Zatemin. Die ursprünglich aus Feldstein errichtete Kirche wurde später mit Backsteinen nach Osten erweitert.

## Architektur

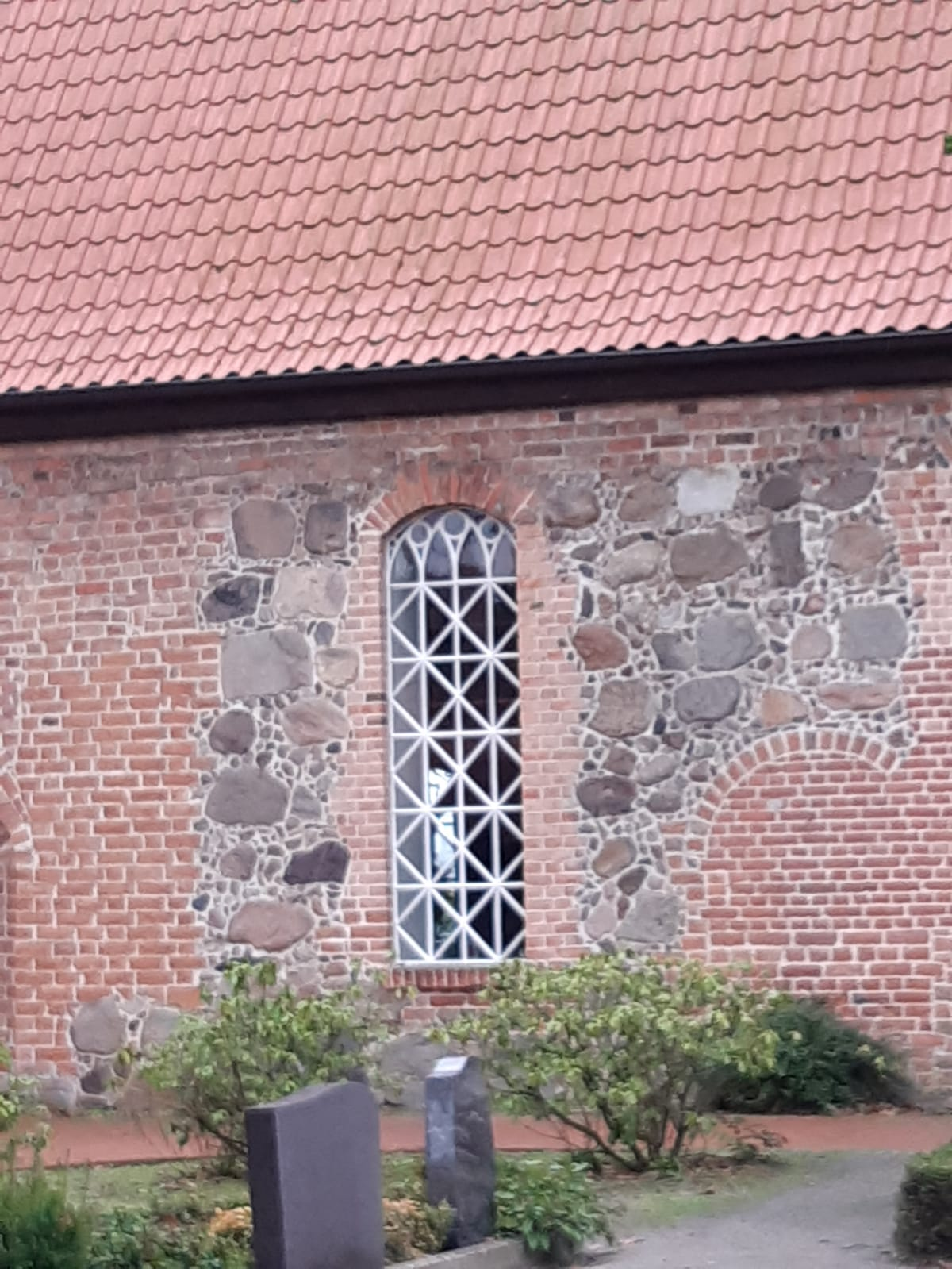
Kirchenfenster

Die Kirche hat im Westen einen aus Feldsteinen errichteten Kirchturm, der mit einem Stützpfeiler versehen ist und dessen Pyramidendach mit rötlichen Dachziegeln gedeckt ist. Der Turmgrundriss ist annähernd quadratisch und der waagerechte Mauerabschluss befindet sich etwa auf gleicher Höhe wie der Dachfirst des Kirchenschiffs. Der Ostgiebel der Kirche ist durch Blendarkaden gegliedert, wie sie für die Backsteingotik typisch sind. Fast die Hälfte des Mauerwerks besteht aus Backstein. Gänzlich aus Backstein sind alle Fensterkanten und anderen Kanten sowie große Flächen nahe den Mauerecken. Der Kircheninnenraum ist mit einem flachen Tonnengewölbe überspannt. Die Fenster des Glockengeschosses haben Spitzbögen und darunter Segmentbögen.

## Ausstattung
Im Inneren der Kirche finden sich Figuren der Heiligen Katharina, Dorothea, Maria, Petrus, Thomas, Simon und Jacobus Maior. dabei handelt es sich um die Reste eines spätgotischen Schnitzaltars der aus der Mitte des 14. Jahrhunderts stammt.
Rechts neben dem Altar befindet sich eine Sebastiansfigur aus dem 15. Jahrhundert.
Eine Glocke stammt aus dem Jahr 1478. Die Inschrift lautet Maria hit ik / den levendighen rop ik / den doden bewene ik / hans Sehorst got mik / anno LXXVIII (Maria heiße ich / den Lebendigen rufe ich / den Toten beweine ich / Hans Sehorst goss mich).
Die Orgel von Furtwängler & Hammer in Hannover hat einen mechanischen Kegelladen und wurde 1894 erbaut. Die Taufschale aus dem Jahr 1655 ist eine Stiftung der Patronatsfamilie Dannenberg. Der Taufengel, der verloren geglaubt war, wurde bei Renovierungen eines alten Backhauses neben der Kirche wiedergefunden. Der stark beschädigte Engel wurde daraufhin gründlich restauriert. In den Jahren 2005 bis 2008 wurde die Kirche innen und außen saniert.